# Silverio Pisu
Silverio Pisu (Roma, 18 novembre 1937 – Milano, 31 gennaio 2004) è stato un cantautore, attore, scrittore, sceneggiatore e doppiatore italiano.

## Biografia
Figlio di Mario Pisu e nipote di Raffaele Pisu, inizia a recitare giovanissimo, apparendo in alcuni film nella prima metà degli anni quaranta per poi sparire dal grande schermo. All'inizio degli anni sessanta compare al Derby Club di Milano trovando nel teatro un ambiente a lui congeniale e trasferendosi così definitivamente a Milano.
Nel 1964 incide l'album Ballate di ieri, ballate di oggi cantando anche alcune canzoni di Fabrizio De André come Carlo Martello ritorna dalla battaglia di Poitiers, La ballata del Miché, Il testamento e La ballata dell'eroe (con il titolo abbreviato in L'eroe).
Nello stesso anno, durante la trasmissione televisiva Questo e quello, condotta da Giorgio Gaber, canta insieme ad Enzo Jannacci, Otello Profazio, Lino Toffolo e lo stesso Gaber la canzone di Pietro Gori Addio a Lugano.
Sempre nel 1964 incide l'EP Canti per noi, insieme a Margot. Nel 1965, sempre per la Columbia, incide il suo secondo album, Silverio Pisu canta i poeti d'oggi, che comprende canzoni su versi di Eugenio Montale e Sandro Penna. Per la Ri-Fi pubblica poi nel 1966 il suo terzo album, Poeti a Cervia, con poesie di alcuni partecipanti all'edizione di quell'anno del Premio Cervia (come Mario Cicognani, Elena Vanoni, Siro Angeli, Alberico Sala, Roberto Senesi, Umberto Bellintani, Margherita Guidacci e altri) da lui messe in musica.
Fra il 1965 e il 1967 pubblica alcuni racconti di fantascienza.
Nel 1970 partecipa allo Zecchino d'Oro scrivendo il testo del brano Che bella festa sarà.
Nel 1973 firma con Remo Pizzardi e lo Studio Giolitti le avventure a fumetti erotico-fantascientifiche di Cosmine. Nel 1976 pubblica a puntate Lo scimmiotto, un'interpretazione di un classico della letteratura cinese disegnato da Milo Manara. Nel 1978 collabora nuovamente con Manara con Alessio - il borghese rivoluzionario.
Nel 1981 pubblica Dimmi Dammi Dummi presso la Rizzoli.
Inizia la sua carriera di doppiatore nei primi anni ottanta dando un enorme contributo alla scuola milanese: fonda insieme a Dario Viganò lo Studio P.V. (Pisu-Viganò).
Presta la voce al co-protagonista bianco, l'editore Tom Willis (l'attore Franklin Cover) del telefilm I Jefferson.
Nel telefilm Sanford presta la voce al co-protagonista Cal Pettie (l'attore Dennis Burkley).
Dirige inoltre il doppiaggio di alcuni cartoni animati come Foofur Superstar e videogiochi come Phantasmagoria.
È stato sceneggiatore e narratore nella collana Fiabe sonore della Fabbri Editori, con oltre 180 fascicoli.

## Opere
Racconti
- La sbronza temporale - prima edizione in Galassia n. 53, La Tribuna, (1965)
- Il furto - racconto - prima edizione in "I libri dell’automobile", L’editrice dell’automobile, (1965)
- L’era del sesso. Pazza futura dolce vita - prima edizione in Poker d'assi n. 15, SEA, (1967)
- Quel benedetto parassita – un’anima per ogni marziano" - prima edizione in Galassia n. 80, La Tribuna, (1967)

## Filmografia
- Mamma, regia di Guido Brignone (1940)
- Turbine, regia di Camillo Mastrocinque (1941)
- Acque di primavera, regia di Nunzio Malasomma  (1942)
- La morte civile, regiadi Ferdinando Maria Poggioli (1942)
- Sissignora, regia di Ferdinando Maria Poggioli (1942)
- Sant'Elena, piccola isola, regia di Umberto Scarpelli e Renato Simoni (1943)
- Il medico delle donne, regia di Marino Girolami (1962).

## Doppiaggio
- Franklin Cover ne I Jefferson (st. 1-7)
- Charles Napier in Supervixens
- Ron Perlman in Down - Discesa infernale
- Gatto Evaristo in Le Avventure di Gatto Evaristo

## Discografia
Album
- 1964 - Ballate di ieri, ballate di oggi (Columbia, QPX 8073, LP)[1]
- 1965 - Poeti d'oggi (Columbia, QPX 8091, LP)
- 1966 - Poeti a Cervia (Ri-Fi, RFL ST 14017, LP)

EP
- 1964 - Canti per noi (Cedi, GEP 80009; con Margot)